# Ukanafun
Ukanafun es una localidad del estado de Akwa Ibom, en Nigeria, con una población estimada en marzo de 2016 de 176 300 habitantes.
Se encuentra ubicada al sureste del país, al este del delta del Níger, junto a la costa del golfo de Guinea y la frontera con Camerún.